# João Paulo dos Santos Barreto
João Paulo dos Santos Barreto (Rio de Janeiro, 28 de abril de 1788 — 1864) foi um militar brasileiro.
Foi por duas vezes ministro interino da Marinha do Brasil, de 16 de janeiro a 14 de março de 1835 e de 17 a 22 de maio de 1847, e três vezes ministro da Guerra, de 16 de janeiro a 15 de março de 1835 (no período regencial), de 2 a 22 de maio de 1846, e de 31 de maio de 1848 a 29 de setembro do mesmo ano, durante o segundo reinado (ver Gabinete Paula Sousa). Teve papel também na criação da Lei de Promoções de 1850, além de ser comandante imperial durante a Guerra dos Farrapos. Formou-se engenheiro e falava três línguas.

## Honrarias
Ordens:
- Grão-cruz da Imperial Ordem de São Bento de Avis
- Oficial da Imperial Ordem do Cruzeiro